# Qualcosa in più...
Qualcosa in più è un film del 1989 diretto da Andrew White (alias Andrea Bianchi).

## Trama
In crisi con la moglie, un uomo si consola con un'avvenente ragazza, ma scopre che in realtà è un transessuale. Quel "qualcosa in più", comunque, non gli impedisce di proseguire la relazione, che diventa imbarazzante quando ai due s'unisce anche la moglie, attratta dalla novità. L'insolito triangolo non è destinato a una felice convivenza e la sorte si rivelerà tragica per tutti.